# Sidi Mandri
Ali al-Mandari (en árabe, علي المنظري o al-Mandri, más conocido como Sidi Mandri (سيدي المنظري); 1440-Tetuán en fecha desconocida, entre 1515 y 1541) fue gobernador de la ciudad marroquí de Tetuán, después de haber sido jefe militar del Reino de Granada y alcalde de la localidad granadina de Píñar. Murió en 1540.

## Biografía
Al-Mandri fue alcalde de la ciudad de Píñar, núcleo poblacional en aquellos momentos concentrado en el castillo homónimo. Fue partidario del emir Boabdil, no obstante, viendo como fue apresado y las fortalezas iban cayendo una tras otra como consecuencia de la guerra de conquista llevada a cabo por los Reyes Católicos contra el Reino nazarí de Granada, decidió rendir la plaza a las tropas castellanas en 1484 y exiliarse al Reino de Fez gobernado por los wattasíes, como otros muchos granadinos.

### Exilio a Tetuán
Sidi Mandri se trasladó a Tetuán con sus tropas y otros refugiados, estando la ciudad destruida debido a que había sido duramente atacada en 1399 por Enrique III el Doliente de Castilla para proteger sus barcos de los piratas y corsarios que habían hecho de ella su refugio, y en 1437 tropas de Portugal acabaron de arrasar la ciudad. A la llegada de los granadinos, Tetuán era un gran conjunto de ruinas escasamente habitado. A ellos se debe la refundación de la ciudad y la construcción de la parte más antigua de su medina o casco viejo, que por otro lado es, casi en su totalidad, obra de exiliados llegados de la península ibérica en distintas oleadas, ya que al contingente encabezado por Sidi Mandri se añadieron en años posteriores los de otros refugiados granadinos y los de judíos y más adelante moriscos expulsados de España. Sidi Mandri dirigió la reconstrucción de la ciudad y la gobernó desde 1485 hasta su muerte. 
Hacia 1500, cuando contaba unos cincuenta años de edad, se casó con Sayyida al-Hurra, una joven también de origen andalusí, hija del gobernador de Chauen, el jerife mulay Ali ibn Rashid, y de Zuhra Fernández, una mudéjar (o quizá una elche o "renegada", como se llamaba entonces a los cristianos convertidos al islam) de Vejer de la Frontera. Chauen, como Tetuán, estaba poblada fundamentalmente por gentes venidas de al-Ándalus. 
Sayyida al-Hurra tuvo mucha influencia en el gobierno de su marido y a partir de un determinado momento gobernó de hecho, ya que Sidi Mandri, treinta o cuarenta años mayor que su esposa, padeció una larga enfermedad fruto de sus heridas de guerra. Ambos sostuvieron y financiaron la navegación corsaria a través del puerto de Martil, una actividad a la que se dedicaron muchos refugiados musulmanes, tanto en Tetuán como en otros lugares (la República de las Dos Orillas es un ejemplo destacado). Al morir Sidi Mandri en 1540, su esposa asumió el gobierno de Tetuán, aunque brevemente ya que la muerte de su poderoso marido y, un año antes, la de su hermano, que había sucedido al padre de ambos en Chauen, la dejó a merced de los muchos enemigos de Sidi Mandri, que lograron apartarla del poder en 1542.

## Influencia
En recuerdo de la importantísima contribución que hicieron los exiliados de Píñar a la historia de Tetuán, ambas localidades están hoy hermanadas.